# Richard Leibler
Richard Arthur Leibler (* 18. März 1914 in Chicago, Illinois; † 25. Oktober 2003 in Reston, Virginia) war ein US-amerikanischer Mathematiker und Kryptologe. Er arbeitete unter anderem für die Geheimdienstbehörde National Security Agency. Nach Solomon Kullback und Richard Leibler ist die Kullback-Leibler-Divergenz benannt. Er ist ein Ehrenmitglied der American Mathematical Society.

## Leben
Nach einem Mathematikstudium bekam Leibler seinen Master an der Northwestern University, wo er auch seinen Bachelor erhalten hatte. Am 15. Juni 1939 erhielt er seinen Ph. D. an der University of Illinois. Sein Thema der Doktorarbeit war „Analytic theory of non-linear differential systems whose associated systems are of Fuchsian type“, sein Doktorvater war Waldemar J. Trjitzinsky (1901–1973). Nach einer kurzen Zeitspanne als Lehrer trat er in die Navy ein, wo er im Zweiten Weltkrieg als „aviation ordnance officer“ bei den Invasionen auf Iwo Jima und Okinawa teilnahm. Nach dem Krieg arbeitete er weiterhin für die Navy sowie in der Industrie. In den Jahren 1946 bis 1948 arbeitete er für das von Neumann Computer Projekt am Institute for Advanced Study der Princeton University von John von Neumann.
Anschließend arbeitete Leibler für die NSA, wo er ab 1953 in der Research and Development Organization (Forschungs- und Entwicklungsabteilung) beschäftigt war. Während seiner ersten Jahre in der Agency entwickelte er mit Computerpionieren Programme und Anwendungen für die neu entwickelten Computer. In dieser Zeit verfasste er auch theoretische Arbeiten, die den Kryptoanalytikern der NSA halfen, sowjetische Nachrichten im VENONA-Projekt zu entschlüsseln.
Seine Zusammenarbeit mit Solomon Kullback führte zu einer neuen Methode, der Kullback-Leibler-Divergenz, Ähnlichkeiten zwischen Populationen zu messen.
1957 wurde Leibler Leiter der Mathematischen Forschungsabteilung und ein Jahr später wurde er stellvertretender Direktor der „Communications Research Division“ (Kommunikationsabteilung) des Instituts für Verteidigungsuntersuchung in Princeton. 1962 stieg er zum Direktor der Abteilung auf. Die „Communications Research Division“ war als Think-Tank für Mathematiker und Kryptologen als Ergebnis einer Studie gegründet worden. Obwohl die Denkfabrik in ihren Anfängen von der NSA kleingehalten wurde, gelang es Leibler, dass ihr  wichtige Projekte übertragen wurden.
1977 kehrte Leibler zur NSA zurück, um das „Office of Research“ in der „Research and Engineering Organization“ zu leiten. Drei Jahre später, 1980, ging er in Pension und erhielt den „Exceptional Civilian Service Award“.
Bis zu seinem Tod war er President der Beratungsfirma Data Handling Inc.
Am 25. Oktober 2003 starb Richard Leibler an einer Herzerkrankung in Reston. Er hinterließ eine Frau, Eleanor, und zwei Kinder.

## Schriften
- Analytic theory of non-linear differential systems whose associated systems are of Fuchsian type (1939)